# Engrapgræs
Engrapgræs (Poa pratensis), ofte skrevet eng-rapgræs, er en flerårig plante i græs-familien. Arten er oprindeligt udbredt i Europa og Asien, men er siden spredt ved menneskets hjælp til de tempererede dele af både den nordlige og sydlige halvkugle.
Blomsterne hos engrapgræs er samlet i 2-5-blomstrede og 4-6 mm lange småaks, som tilsammen danner en endestillet top. Bladene har en tydelig bådformet spids.
I Danmark er arten meget almindelig på enge, ved stranden, langs veje, i krat, klitter og tørre bakker. Den er en vigtig kulturplante, der er brugt som udsæd på vedvarende græsgange, på sportspladser og vejkanter, ofte sammen med alm. rapgræs.